# 姑塘九江戰鬥
姑塘九江戰鬥發生於1938年7月9日-26日，地點則是在中國贛北一帶。是抗日戰爭主要戰鬥之一，交戰一方為守軍之國民革命軍，另一方則為日軍。